# Nazionale maschile di calcio di Malta
La nazionale di calcio di Malta (in maltese Tim nazzjonali tal-futbol ta' Malta, in inglese Malta national football team) è la rappresentativa calcistica nazionale di Malta ed è posta sotto l'egida della Federazione calcistica maltese.
Nel corso della sua storia non è mai riuscita a qualificarsi alla fase finale di un campionato d'Europa o di un campionato del mondo.
Nel classifica mondiale della FIFA, introdotta nel 1993, il migliore posizionamento di Malta è il 66º posto, raggiunto nel settembre 1994 e nel settembre 1995, mentre il peggiore posizionamento è il 191º posto, occupato per la prima volta nel luglio 2017. All'aprile 2025 la squadra ha occupato il 171º posto della graduatoria.

## Storia
La nazionale maltese di calcio giocò la propria prima partita internazionale il 24 febbraio 1957 all'Empire Stadium di Gezira, perdendo per 2-3 contro l'Austria. La Federazione calcistica di Malta, fondata nel 1900, ottenne l'affiliazione alla FIFA nel 1959 ed alla UEFA l'anno dopo. Nel 1962 la nazionale maltese esordì nelle qualificazioni ai campionati europei, mentre nel 1971 esordì nelle qualificazioni ai campionati mondiali.
Il primo pareggio in competizioni ufficiali fu un 1-1 contro la Grecia del 1970, in una gara valida per le qualificazioni al campionato europeo del 1972, mentre le prime due vittorie in competizioni ufficiali furono il 2-0 e il 2-1 casalinghi contro la Grecia e contro l'Islanda, rispettivamente durante le qualificazioni al campionato europeo del 1976 e del 1984. Nel 1979 Malta pareggiò per 0-0 contro la Germania Ovest in una gara di qualificazione al campionato europeo del 1980; le due nazionali si incontrarono di nuovo il 16 dicembre 1984 allo stadio di Ta'Qali per le qualificazioni al campionato mondiale del 1986, dove i tedeschi riuscirono a vincere soltanto per 2-3. L'anno precedente i maltesi furono protagonisti di una presunta combine allorché persero per 12-1 contro una Spagna che - grazie a tale risultato - superò per differenza reti i Paesi Bassi, qualificandosi alla fase finale del campionato europeo. Un altro risultato di prestigio fu raggiunto nel marzo 1987, quando Malta pareggiò per 2-2 in Portogallo, in una partita di qualificazione al campionato europeo del 1988. Nel 1988 i Cavalieri di St. John batterono la Finlandia (2-0) e la Tunisia (2-1) nel corso del Torneo di Malta.

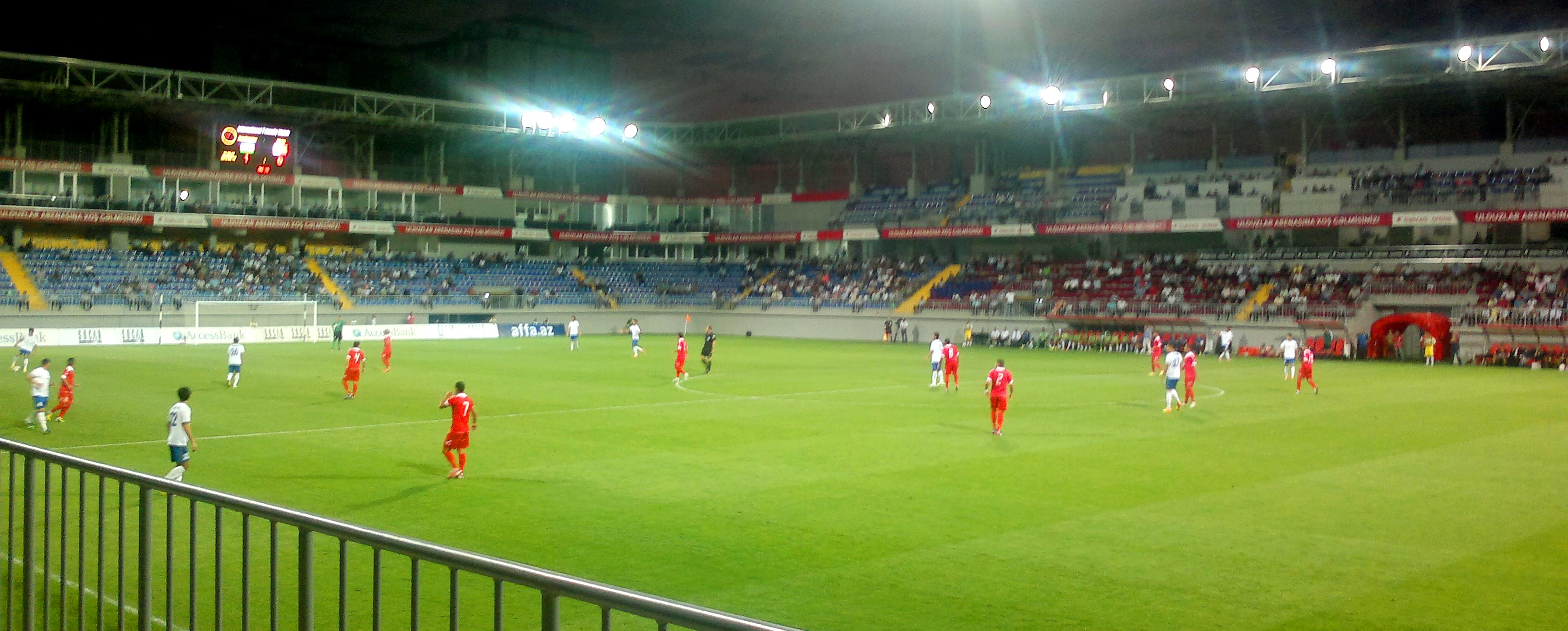
Azerbaigian-Malta del 2013

Durante le qualificazioni al campionato mondiale del 1990 Malta riuscì a pareggiare per due volte contro l'Ungheria. Tra il 1991 e il 1992 ottenne quattro vittorie in partite amichevoli: in particolare, nel 1992, grazie alle vittorie contro l'Islanda e la Lettonia, vinse il Torneo di Malta, che tornerà ad aggiudicarsi nel 2002.
Conseguì la terza vittoria in competizioni ufficiali nel 1993, nella partita vinta per 1-0 in trasferta contro l'Estonia valida per le qualificazione al campionato mondiale del 1994, grazie ad un gol di Kristian Laferla. Nell'ottobre 1994 pareggiò per 0-0 una partita di qualificazione al campionato europeo del 1996 contro la Rep. Ceca, futura vicecampione d'Europa. Nel 1995 ottenne quella che fu per dodici anni la vittoria più larga della propria storia, in amichevole contro l'Azerbaigian, sconfitto per 5-0.
Nell'ottobre del 2000 riuscì di nuovo a pareggiare per 0-0 contro la Repubblica Ceca, in una partita di qualificazione al campionato mondiale del 2002. Tra novembre 2001 e maggio 2002 Malta rimase imbattuta per sei partite internazionali consecutive. Nel corso del 2005 ottenne due pareggi per 1-1, contro la Croazia e la Bulgaria. Un altro risultato positivo fu l'1-1 casalingo in una partita amichevole contro l'Irlanda del Nord, nel corso della quale George Mallia sbagliò nei minuti di recupero il rigore che avrebbe potuto consegnare a Malta la vittoria. L'11 ottobre 2006 la nazionale maltese tornò a vincere in competizioni ufficiali, grazie al 2-1 sull'Ungheria durante le qualificazioni al campionato europeo del 2008, con doppietta di André Schembri. Il 7 febbraio 2007 pareggiò 1-1 contro l'Austria la partita amichevole organizzata per commemorare il cinquantesimo anniversario della prima partita internazionale giocata dalla nazionale maltese. L'8 settembre 2007 ottenne un pareggio (2-2) contro la Turchia in una partita di qualificazione al campionato europeo 2008. Il 26 marzo 2008 Malta ottenne la vittoria più ampia della propria storia, un 7-1 in amichevole contro il Liechtenstein allo stadio di Ta'Qali, con una cinquina di Michael Mifsud. Nel 2009 vinse per 2-0 una partita amichevole contro la Georgia.
Durante le qualificazioni al campionato del mondo del 2010 Malta raccolse un solo punto, grazie al pareggio casalingo per 0-0 contro l'Albania. L'11 agosto 2010 pareggiò in casa per 1-1 in amichevole contro la Macedonia del Nord, con gol di Michael Mifsud.
Nel febbraio 2011 pareggiò per 0-0 una partita amichevole contro la Svizzera, nel corso della quale il portiere maltese Justin Haber parò due rigori. Il 10 agosto 2011 batté la Rep. Centrafricana in casa per 2-1 in amichevole, con una doppietta di Mifsud. Il 6 settembre 2011 Malta ottenne l'unico punto nelle qualificazioni al campionato europeo del 2012, grazie al pareggio casalingo per 1-1 contro la Georgia.
Nelle qualificazioni al campionato mondiale del 2014 tornò dopo vent'anni a vincere una partita valida per le qualificazioni al campionato del mondo, vincendo per 1-0, nel giugno 2013, sul campo dell'Armenia, con gol di Mifsud. Nelle qualificazioni al campionato europeo del 2016 ottenne 2 punti, in occasione del 2-2 casalingo contro l'Azerbaigian e dell'1-1 esterno contro la Bulgaria. Nelle qualificazioni al campionato europeo del 2020 la nazionale maltese ottenne 3 punti battendo le Fær Øer. Una nuova vittoria in gare ufficiali fu ottenuta il 13 ottobre 2020, in trasferta contro la Lettonia, la prima ottenuta dalla squadra isolana, allenata dall'italiano Devis Mangia, in Nations League. Per la seconda volta in 61 anni di competizioni ufficiali, inoltre, la rappresentativa maltese ha inanellato quattro risultati utili consecutivi, portati a sette grazie alle vittorie conseguite l'11 novembre seguente in amichevole contro il Liechtenstein (3-0) e il 14 novembre in Nations League contro Andorra (3-1) ed il pareggio contro le Fær Øer del 17 novembre. La striscia di 7 risultati utili consecutivi, interrotta il 24 marzo 2021 con la sconfitta per 3-1 contro la Russia, rappresenta a tutt'oggi il periodo di imbattibilità più lungo della storia della selezione. Il 1º settembre 2021 coglie la prima vittoria casalinga in una gara valevole per le qualificazioni mondiali, grazie al successo per 3-0 contro Cipro.
Nell'edizione 2022-2023 della UEFA Nations League la nazionale maltese ottiene il suo miglior piazzamento nella competizione, piazzandosi seconda nel girone di Lega D alle spalle dell'Estonia, vincitrice del raggruppamento.

## Stadio

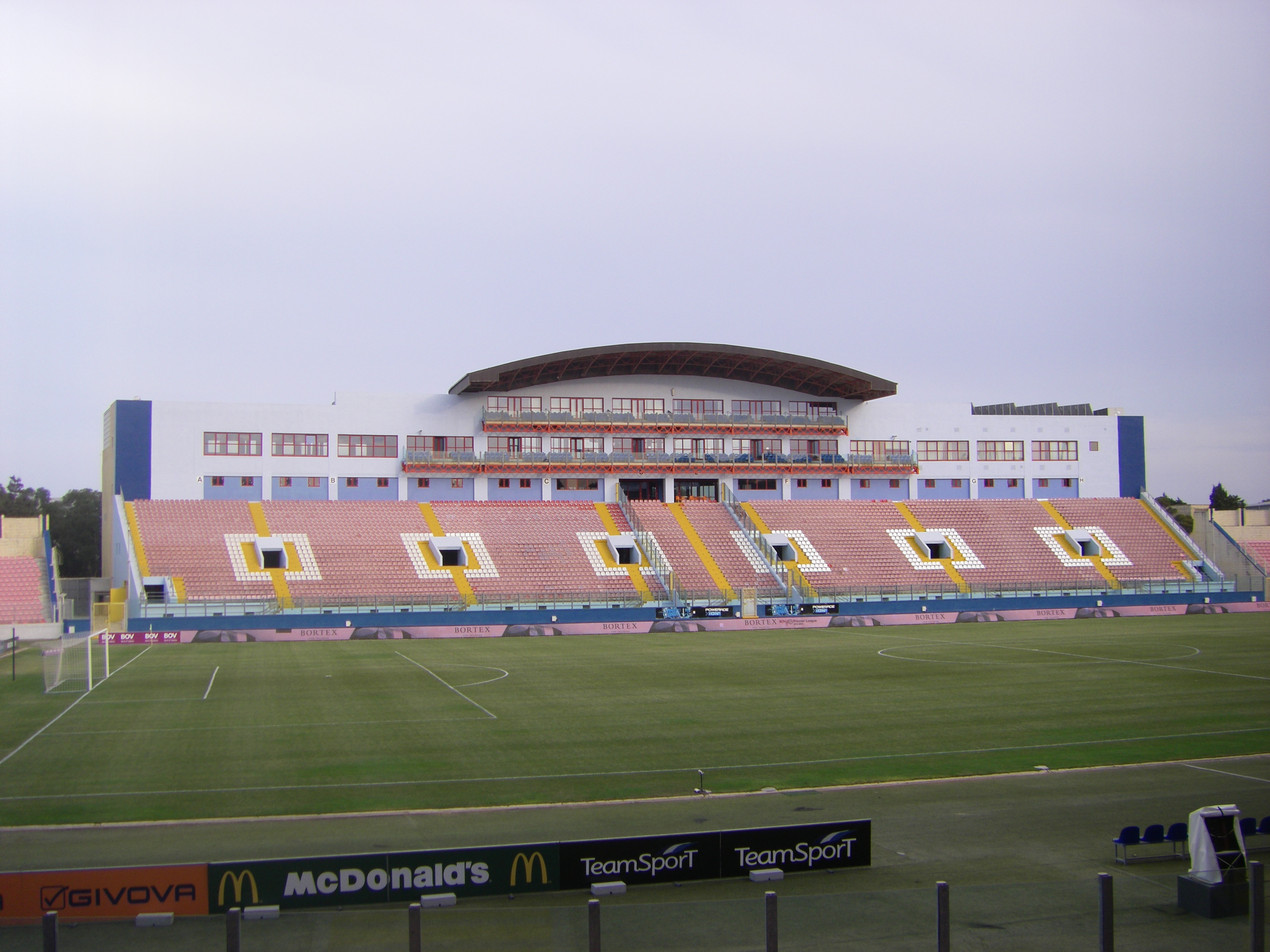
Lo stadio di Ta'Qali, impianto utilizzato dalla nazionale per le partite interne

La nazionale maltese di calcio gioca le proprie partite casalinghe allo stadio di Ta' Qali o, come è anche soprannominato, National Stadium; è un campo multiuso situato nell'altipiano del Ta' Qali, al centro dell'isola di Malta. Con 17 797 posti a sedere è il più grande stadio maltese.

## Commissari tecnici
- Joe A. Griffiths (1957-1961)
- Carm Borg (1961-1964)
- János Bédl (1966)
- Joseph Attard (1969)
- Saviour Cuschieri (1970)
- Carm Borg (1970-1971)
- Tony Formosa (1971-1973)
- Victor Scerri (1973)
- Terenzio Polverini (1974-1976)
- John Calleja (1976-1978)
- Victor Scerri (1978-1983)
- Guentcho Dobrev (1984-1987)
- Horst Heese (1988-1991)
- Pippo Psaila (1991-1993)
- Pietro Ghedin (1993-1995)
- Robert Gatt (1996)
- Milorad Kosanović (1996-1997)
- Josif Ilić (1997-2001)
- Sigfried Held (2001-2003)
- Horst Heese (2004-2005)
- Dušan Fitzel (2006-2009)
- John Buttigieg (2009-2011)
- Robert Gatt (2012)
- Pietro Ghedin (2012-2017)
- Tom Saintfiet (2017-2018)
- Ray Farrugia (2018-2019)
- Devis Mangia (2019-2022)[16]
- Gilbert Agius (2022) (ad Interim)[17]
- Michele Marcolini (2022-2024)[18]
- Davide Mazzotta (2024) (ad Interim)
- Emilio De Leo (2025-)[19]

## Partecipazioni ai tornei internazionali
Legenda: Grassetto: Risultato migliore, Corsivo: Mancate partecipazioni

## Statistiche dettagliate sui tornei internazionali

### Nations League
| Anno      | Luogo       | Piazzamento   | V | N | P | Gol  |
| --------- | ----------- | ------------- | - | - | - | ---- |
| 2018-2019 | Portogallo  | 15° in Lega D | 0 | 3 | 3 | 5:14 |
| 2020-2021 | Italia      | 3° in Lega D  | 2 | 3 | 1 | 8:6  |
| 2022-2023 | Paesi Bassi | 2° in Lega D  | 2 | 0 | 2 | 5:4  |

## Rosa attuale
Lista dei giocatori convocati per la gara amichevole contro Gibilterra e la gara di qualificazione al campionato europeo di calcio 2024 contro il Lussemburgo del 6 e 12 settembre 2023.
Presenze e reti aggiornate al termine della seconda gara.
|  | P | Henry Bonello        | 13 ottobre 1988   | 51 | -99 | Ħamrun Spartans    |  |  |
|  | P | Jake Galea           | 15 aprile 1996    | 4  | -1  | Valletta           |  |  |
|  | P | Matthew Grech        | 19 febbraio 1996  | 0  | 0   | Żabbar St. Patrick |  |  |
|  |   |                      |                   |    |     |                    |  |  |
|  | D | Steve Borg           | 8 gennaio 1988    | 77 | 3   | Ħamrun Spartans    |  |  |
|  | D | Zach Muscat          | 22 agosto 1993    | 61 | 3   | Farense            |  |  |
|  | D | Kurt Shaw            | 1º aprile 1999    | 20 | 0   | Hibernians         |  |  |
|  | D | Enrico Pepe          | 19 novembre 1989  | 19 | 0   | Birkirkara         |  |  |
|  | D | Jean Borg            | 8 gennaio 1998    | 17 | 0   | Sliema Wanderers   |  |  |
|  |   |                      |                   |    |     |                    |  |  |
|  | C | Joseph Mbong         | 15 luglio 1997    | 51 | 3   | Ħamrun Spartans    |  |  |
|  | C | Bjorn Kristensen     | 5 aprile 1993     | 40 | 0   | Hibernians         |  |  |
|  | C | Steve Pisani         | 7 agosto 1992     | 37 | 0   | St. Lucia          |  |  |
|  | C | Ryan Camenzuli       | 8 settembre 1994  | 36 | 0   | Ħamrun Spartans    |  |  |
|  | C | Teddy Teuma          | 30 settembre 1993 | 33 | 3   | Stade Reims        |  |  |
|  | C | Matthew Guillaumier  | 9 aprile 1998     | 30 | 2   | Stal Mielec        |  |  |
|  | C | Juan Carlos Corbalan | 3 marzo 1997      | 23 | 1   | Ħamrun Spartans    |  |  |
|  | C | Cain Attard          | 10 settembre 1994 | 19 | 2   | Belenenses         |  |  |
|  | C | Brandon Paiber       | 5 giugno 1995     | 9  | 0   | Valletta           |  |  |
|  | C | Yannick Yankam       | 12 dicembre 1997  | 7  | 1   | Birkirkara         |  |  |
|  | C | Nikolai Muscat       | 13 luglio 1996    | 7  | 0   | Gżira Utd          |  |  |
|  | C | Adam Magri Overend   | 3 maggio 2000     | 3  | 0   | Floriana           |  |  |
|  |   |                      |                   |    |     |                    |  |  |
|  | A | Luke Montebello      | 13 agosto 1995    | 29 | 0   | Ħamrun Spartans    |  |  |
|  | A | Kyrian Nwoko         | 9 luglio 1997     | 27 | 4   | St. Lucia          |  |  |
|  | A | Jurgen Degabriele    | 10 ottobre 1996   | 25 | 5   | Hibernians         |  |  |
|  | A | Jake Grech           | 18 novembre 1997  | 23 | 0   | Balzan             |  |  |
|  | A | Paul Mbong           | 2 settembre 2001  | 18 | 0   | Birkirkara         |  |  |
|  | A | Jodi Jones           | 22 ottobre 1997   | 11 | 0   | Notts County       |  |  |

## Record individuali
Statistiche aggiornate al 19 novembre 2024.
I giocatori in grassetto sono ancora in attività con la maglia della nazionale.

### Record di presenze
| Pos. | Nome            | Presenze | Periodo   | Reti |
| ---- | --------------- | -------- | --------- | ---- |
| 1    | Michael Mifsud  | 143      | 2000-2020 | 42   |
| 2    | David Carabott  | 122      | 1987-2005 | 11   |
| 3    | Gilbert Agius   | 120      | 1993-2008 | 8    |
| 4    | Carmel Busuttil | 113      | 1982-2001 | 23   |
| 5    | Andrei Agius    | 103      | 2006-2022 | 7    |
| 5    | Joe Brincat     | 103      | 1988-2004 | 6    |
| 7    | Roderick Briffa | 100      | 2003-2018 | 1    |
| 8    | John Buttigieg  | 97       | 1984-2000 | 1    |
| 9    | André Schembri  | 94       | 2006-2018 | 3    |
| 10   | Brian Said      | 91       | 1996-2009 | 5    |

### Record di reti
| Pos. | Nome              | Reti | Periodo   | Presenze |
| ---- | ----------------- | ---- | --------- | -------- |
| 1    | Michael Mifsud    | 42   | 2000-2020 | 143      |
| 2    | Carmel Busuttil   | 23   | 1982-2001 | 113      |
| 3    | David Carabott    | 11   | 1987-2005 | 122      |
| 4    | Hubert Suda       | 8    | 1988-2003 | 71       |
| 4    | Gilbert Agius     | 8    | 1993-2008 | 120      |
| 6    | Andrei Agius      | 6    | 2006-2022 | 103      |
| 6    | Kristian Laferla  | 6    | 1986-1998 | 65       |
| 6    | Raymond Xuereb    | 6    | 1971-1985 | 44       |
| 6    | Joe Brincat       | 6    | 1988-2004 | 103      |
| 6    | Jurgen Degabriele | 6    | 2018-     | 28       |

## Confronti con le altre nazionali
Questi sono i saldi di Malta nei confronti delle nazionali con cui sono stati disputati almeno 10 incontri.

### Saldo positivo
| Nazionale | Giocate | Vinte | Pareggiate | Perse | Reti fatte | Reti subite | Differenza | Ultima vittoria  | Ultimo pari     | Ultima sconfitta |
| --------- | ------- | ----- | ---------- | ----- | ---------- | ----------- | ---------- | ---------------- | --------------- | ---------------- |
| Tunisia   | 10      | 4     | 3          | 3     | 9          | 11          | -2         | 10 febbraio 1988 | 8 febbraio 1994 | 1º febbraio 1983 |
| Libia     | 10      | 4     | 3          | 3     | 9          | 10          | -1         | 27 novembre 1991 | 10 marzo 1976   | 9 ottobre 1983   |

### Saldo negativo
| Nazionale  | Giocate | Vinte | Pareggiate | Perse | Reti fatte | Reti subite | Differenza | Ultima vittoria   | Ultimo pari       | Ultima sconfitta |
| ---------- | ------- | ----- | ---------- | ----- | ---------- | ----------- | ---------- | ----------------- | ----------------- | ---------------- |
| Islanda    | 15      | 3     | 1          | 11    | 10         | 33          | -23        | 4 febbraio 2008   | 9 ottobre 2004    | 15 novembre 2016 |
| Bulgaria   | 13      | 0     | 3          | 10    | 5          | 38          | -33        | -                 | 16 novembre 2014  | 12 giugno 2015   |
| Norvegia   | 13      | 0     | 3          | 10    | 4          | 30          | -26        | -                 | 8 febbraio 1992   | 18 novembre 2019 |
| Svezia     | 13      | 0     | 0          | 13    | 2          | 49          | -47        | -                 | -                 | 12 ottobre 2009  |
| Ungheria   | 12      | 1     | 2          | 9     | 6          | 28          | -22        | -                 | 11 ottobre 2000   | 27 maggio 2016   |
| Italia     | 11      | 0     | 0          | 11    | 4          | 34          | -31        | -                 | -                 | 3 settembre 2015 |
| Austria    | 10      | 0     | 1          | 9     | 7          | 32          | -25        | -                 | 7 febbraio 2007   | 31 maggio 2016   |
| Croazia    | 10      | 0     | 1          | 9     | 5          | 29          | -26        | -                 | 7 settembre 2005  | 11 novembre 2021 |
| Grecia     | 10      | 1     | 2          | 7     | 5          | 22          | -17        | 23 febbraio 1975  | 22 dicembre 1991  | 4 giugno 2011    |
| Fær Øer    | 10      | 2     | 2          | 6     | 14         | 19          | -5         | 23 marzo 2019     | 17 novembre 2020  | 3 settembre 2020 |
| Israele    | 10      | 1     | 2          | 7     | 9          | 20          | -11        | 27 settembre 2022 | 10 settembre 2003 | 11 ottobre 2011  |
| Portogallo | 10      | 0     | 1          | 9     | 5          | 28          | -23        | -                 | 29 marzo 1987     | 14 ottobre 2009  |
| Slovacchia | 10      | 0     | 2          | 8     | 5          | 29          | -24        | -                 | 27 marzo 1921     | 14 novembre 2021 |